# Braveheart (trilha sonora)
Braveheart – Original Motion Picture Soundtrack (Coração Valente - Trilha sonora original do filme em português) é o álbum da trilha sonora instrumental do filme de 1995 com o mesmo nome, composto e dirigido por James Horner e apresentado pela Orquestra Sinfônica de Londres. É a segunda de três colaborações de Horner com Mel Gibson como diretor, depois de The Man without a Face (1993). A trilha sonora, composta por 77 minutos de músicas do filme, foi notavelmente bem-sucedida e foi indicada para Melhor Trilha Sonora Original no 68º Oscar, em 1996, mas perdeu para a composição Il postino de Luis Bacalov.
A trilha sonora de Horner inclui uma melodia que apareceu novamente em sua música de 1997 para Titanic. A banda irlandesa Clannad escreveu uma música tema para o filme, intitulada 'Croí Cróga' (que significa 'coração valente'). No entanto, a faixa não foi usada na trilha sonora, mas foi lançada por Clannad no álbum 'Lore'. Vários críticos notaram semelhanças entre o "Tema Principal" e uma música tema anterior, "Pai Longing", de Kaoru Wada, na série de anime 3x3 Eyes, de 1991.

## Lista das faixas
| N.º | Título                                                             | Duração |  |
| 1.  | "Main Title"                                                       | 2:51    |  |
| 2.  | "A Gift of a Thistle - Extra Bag Pipes performed by Tom Tunstall." | 1:38    |  |
| 3.  | "Wallace Courts Murron"                                            | 4:25    |  |
| 4.  | "The Secret Wedding"                                               | 6:33    |  |
| 5.  | "Attack on Murron"                                                 | 3:00    |  |
| 6.  | "Revenge"                                                          | 6:24    |  |
| 7.  | "Murron's Burial"                                                  | 2:14    |  |
| 8.  | "Making Plans / Gathering the Clans"                               | 1:52    |  |
| 9.  | "'Sons of Scotland'"                                               | 6:20    |  |
| 10. | "The Battle of Stirling"                                           | 5:57    |  |
| 11. | "For the Love of a Princess"                                       | 4:07    |  |
| 12. | "Falkirk"                                                          | 4:04    |  |
| 13. | "Betrayal & Desolation"                                            | 7:48    |  |
| 14. | "Mornay's Dream"                                                   | 1:16    |  |
| 15. | "The Legend Spreads"                                               | 1:09    |  |
| 16. | "The Princess Pleads for Wallace's Life"                           | 3:38    |  |
| 17. | "'Freedom' / The Execution / Bannockburn"                          | 7:24    |  |
| 18. | "End Credits"                                                      | 7:15    |  |

## More Music fromBraveheart(1997)
Em 1997, o co-produtor do álbum Simon Rhodes produziu uma trilha sonora de acompanhamento intitulada More Music from Braveheart (Mais músicas de Coração Valente). Este álbum apresenta muitas pistas inéditas, músicas originais e diálogos do filme.
| N.º | Título                                                                               | Duração |  |
| 1.  | "Prologue: 'I Shall Tell You of William Wallace' (Narration: Robert the Bruce)"      | 3:35    |  |
| 2.  | "Outlawed Tunes on Outlawed Pipes*"                                                  | 2:03    |  |
| 3.  | "The Royal Wedding (Narration: Robert the Bruce)*"                                   | 2:13    |  |
| 4.  | "'The trouble with Scotland' (King Edward the Longshanks)"                           | 0:41    |  |
| 5.  | "Scottish Wedding Music*"                                                            | 1:14    |  |
| 6.  | "Prima Noctes"                                                                       | 1:46    |  |
| 7.  | "The Proposal (William Wallace and Murron)"                                          | 6:32    |  |
| 8.  | "'Scotland is free!' (William Wallace)"                                              | 0:18    |  |
| 9.  | "Point of War / Johnny Cope / Up in the Morning Early"                               | 3:00    |  |
| 10. | "Conversing with the Almighty (Stephen, William Wallace, Hamish, Campbell)"          | 1:20    |  |
| 11. | "The Road to the Isles / Glendaruel Highlanders / The Old Rustic Bridge by the Mill" | 3:52    |  |
| 12. | "'Sons of Scotland!' (William Wallace)"                                              | 12:10   |  |
| 13. | "Vision of Murron*"                                                                  | 1:45    |  |
| 14. | "'Unite the clans!' (William Wallace)"                                               | 0:23    |  |
| 15. | "The Legend Spreads (Scottish Highlanders)"                                          | 1:07    |  |
| 16. | "'Why do you help me?' (William Wallace and Princess Isabelle)"                      | 0:38    |  |
| 17. | "For the Love of a Princess"                                                         | 4:07    |  |
| 18. | "'Not every man really lives' (William Wallace and Princess Isabelle)"               | 4:11    |  |
| 19. | "'The prisoner wishes to say a word' (The Executioner and William Wallace)"          | 3:43    |  |
| 20. | "'After the beheading' (Robert the Bruce)"                                           | 1:48    |  |
| 21. | "'You have bled with Wallace!' (Robert the Bruce)"                                   | 1:23    |  |
| 22. | "Warrior Poets (William Wallace)"                                                    | 0:29    |  |
| 23. | "Scotland the Brave / The Badge of Scotland / The Meeting of the Waters"             | 2:48    |  |
| 24. | "Leaving Glen Urquhart / The Highland Plaid / Jock Wilson's Ball"                    | 3:33    |  |
| 25. | "Kirkhill / The Argyllshire Gathering / The Braemar Highland Gathering"              | 4:09    |  |

- Não lançado anteriormente

## Limited Edition (edição limitada)
Em novembro de 2015, em comemoração ao 20º aniversário do filme, a La-La Land Records produziu um álbum de edição limitada em dois discos da partitura completa de James Horner para Coração Valente. O CD é dedicado a Horner, que foi morto em um acidente de avião antes do lançamento do álbum.
| Disco 1 |                                                          |         |  |
| N.º     | Título                                                   | Duração |  |
| 1.      | "Logo / Main Title"                                      | 3:38    |  |
| 2.      | "Hanging of the Peacemakers*"                            | 1:21    |  |
| 3.      | "William's Father Leaves to Fight*"                      | 0:59    |  |
| 4.      | "A Father's Final Return*"                               | 2:56    |  |
| 5.      | "A Gift of a Thistle"                                    | 1:39    |  |
| 6.      | "Outlawed Tunes on Outlawed Pipes"                       | 2:06    |  |
| 7.      | "Royal Wedding* / Domino Fidelium"                       | 2:10    |  |
| 8.      | "Grown Wallace Arrives*"                                 | 1:19    |  |
| 9.      | "Prima Noctes"                                           | 1:58    |  |
| 10.     | "Wallace Courts Murron"                                  | 4:29    |  |
| 11.     | "The Secret Wedding"                                     | 6:36    |  |
| 12.     | "Attack on Murron"                                       | 3:02    |  |
| 13.     | "Revenge (extended version)+"                            | 6:18    |  |
| 14.     | "Murron's Burial"                                        | 2:17    |  |
| 15.     | "Wallace on the Move* / Run to the Stronghold*"          | 3:26    |  |
| 16.     | "Making Plans / Gathering the Clans (extended version)+" | 2:13    |  |
| 17.     | "Sons of Scotland"                                       | 6:22    |  |
| 18.     | "The Battle of Stirling (extended version)+"             | 6:18    |  |
| 19.     | "Wallace Moves on York*"                                 | 1:25    |  |
| 20.     | "Wallace's Dream*"                                       | 2:13    |  |
| 21.     | "Vision of Murron"                                       | 1:55    |  |
| 22.     | "The Princess Was a Pawn* / Wallace Moves Again*"        | 2:38    |  |

| Disco 2 |                                                          |         |  |
| N.º     | Título                                                   | Duração |  |
| 1.      | "Falkirk"                                                | 4:08    |  |
| 2.      | "Betrayal and Desolation"                                | 7:51    |  |
| 3.      | "Mornay's Dream"                                         | 1:19    |  |
| 4.      | "The Legend Spreads*"                                    | 1:13    |  |
| 5.      | "The Fire Trap*"                                         | 1:16    |  |
| 6.      | "Romantic Alliance*"                                     | 2:25    |  |
| 7.      | "Wallace Is Caught*"                                     | 1:43    |  |
| 8.      | "The Princess Pleads for Wallace's Life (film version)*" | 3:39    |  |
| 9.      | "Wallace to the Scaffold*"                               | 1:22    |  |
| 10.     | "'Freedom' / The Execution / Bannockburn"                | 7:23    |  |
| 11.     | "End Credits"                                            | 7:15    |  |
| 12.     | "For the Love of a Princess"                             | 4:11    |  |
| 13.     | "Scottish Wedding Music*"                                | 1:25    |  |
| 14.     | "Drum Roll* / Sleepy Maggy*"                             | 1:13    |  |
| 15.     | "Main Title (album version)"                             | 2:55    |  |
| 16.     | "Sons of Scotland (alternate)+"                          | 6:21    |  |
| 17.     | "The Battle of Stirling (alternate opening)*"            | 2:06    |  |
| 18.     | "The Princess Pleads for Wallace's Life (album version)" | 3:43    |  |

+: Contém material inédito
*: Anteriormente não lançado